# مایکا مونرو
مایکا مونرو (انگلیسی: Maika Monroe؛ زادهٔ ۲۹ مهٔ ۱۹۹۳) بازیگر و ورزشکارِ حرفه‌ای «کایتینگ» اهل ایالات متحده آمریکا است.

## فیلم‌شناسی
- فلت (۲۰۱۷)
- شب‌های گرم تابستان (۲۰۱۶)
- پنجمین موج (۲۰۱۶)
- او تعقیب می‌کند (۲۰۱۴)
- روز کارگر (۲۰۱۳)
- حلقه بلینگ (۲۰۱۳)
- به هر قیمتی (۲۰۱۲)
- بوکه(۲۰۱۷)
- قبایل پالوس وردس (۲۰۱۷)
- من اینجا نیستم (۲۰۱۷)
- بعد از همه‌چیز (۲۰۱۸)
- تماشاگر(۲۰۲۲)
- لنگ‌دراز (۲۰۲۴)